# 耶夫尔城
耶夫尔城（法語：Yèvre-la-Ville，法語發音：[jɛvʁ la vil]）是法国卢瓦雷省的一个市镇，位于该省北部，属于皮蒂维耶区。

## 地理
耶夫尔城（48°8'45"N, 2°19'35"E）面积26.77 平方千米，位于法国中央-卢瓦尔河谷大区卢瓦雷省，该省份为法国中北部省份，北起埃松省，西北接厄尔-卢瓦省，西南接卢瓦-谢尔省，南至涅夫勒省和谢尔省，东临约讷省，东北接塞纳-马恩省。
与耶夫尔城接壤的市镇（或旧市镇、城区）包括：埃斯图伊、加蒂奈地区布伊、布瓦讷、库尔塞勒勒鲁瓦、达东维尔、日夫赖讷、埃松河畔拉讷维尔。

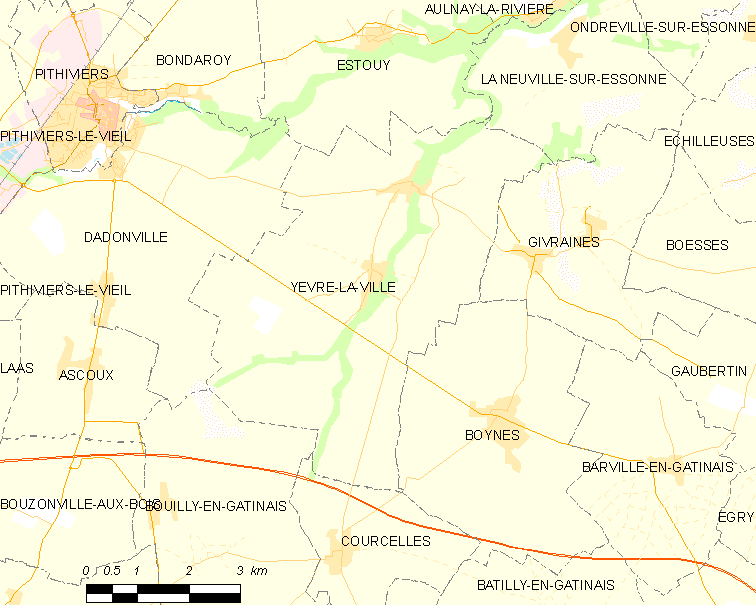
耶夫尔城的OSM定位图

耶夫尔城的时区为UTC+01:00、UTC+02:00（夏令时）。

## 行政
耶夫尔城的邮政编码为45300，INSEE市镇编码为45348。

## 政治
耶夫尔城所属的省级选区为勒马勒塞布瓦县。

## 人口

1962-2008年间耶夫尔城人口变化图示

耶夫尔城于2022年1月1日时的人口数量为666人。